# Georg Leß
Georg Leß (* 1981 in Arnsberg) ist ein deutscher Schriftsteller.

## Leben
Georg Leß wurde 1981 im Ortsteil Neheim der Stadt Arnsberg geboren. Er veröffentlicht Lyrik, Erzählungen und Essays in Literaturzeitschriften und Anthologien (u. a. Edit, Lichtungen, randnummer, Sprache im technischen Zeitalter, Jahrbuch der Lyrik, Westfalen, sonst nichts?).
Er lebt und arbeitet in Berlin.

## Werke
Einzeltitel
- Schlachtgewicht. Gedichte. parasitenpresse, Köln 2013.
- die Hohlhandmusikalität. Gedichte. kookbooks, Berlin 2019.
- die Nacht der Hungerputten. Gedichte. kookbooks, Berlin 2023.

Anthologien
- Christoph Wenzel, Adrian Kasnitz (Hrsg.): Westfalen, sonst nichts? Eine Anthologie, [SIC]-Literaturverlag/parasitenpresse, Aachen/Zürich 2012.
- Carolin Beutel (Hrsg.): Re-covered. Neue deutschsprachige Prosa, Verlag Lettrétage, Berlin 2013.
- Norbert Lange (Hrsg.): Metonymie. Verlagshaus Berlin, Berlin 2014.
- Anja Bayer, Daniela Seel (Hrsg.): all dies hier, Majestät, ist deins – Lyrik im Anthropozän, kookbooks, Berlin 2016, ISBN 978-3937445809.

## Auszeichnungen
- 2013: Arbeitsstipendium des Berliner Senats
- 2014 Literaturförderpreis der GWK-Gesellschaft für Westfälische Kulturarbeit[1]
- 2016 Förderpreis des Landes Nordrhein-Westfalen für junge Künstlerinnen und Künstler[2]
- 2024: Dresdner Lyrikpreis